# Gàdids
Els gàdids (Gadidae) són una família de peixos teleostis de l'ordre dels gadiformes, propis d'oceans boreals freds i temperats. Inclou, entre d'altres, el popular bacallà.

## Morfologia

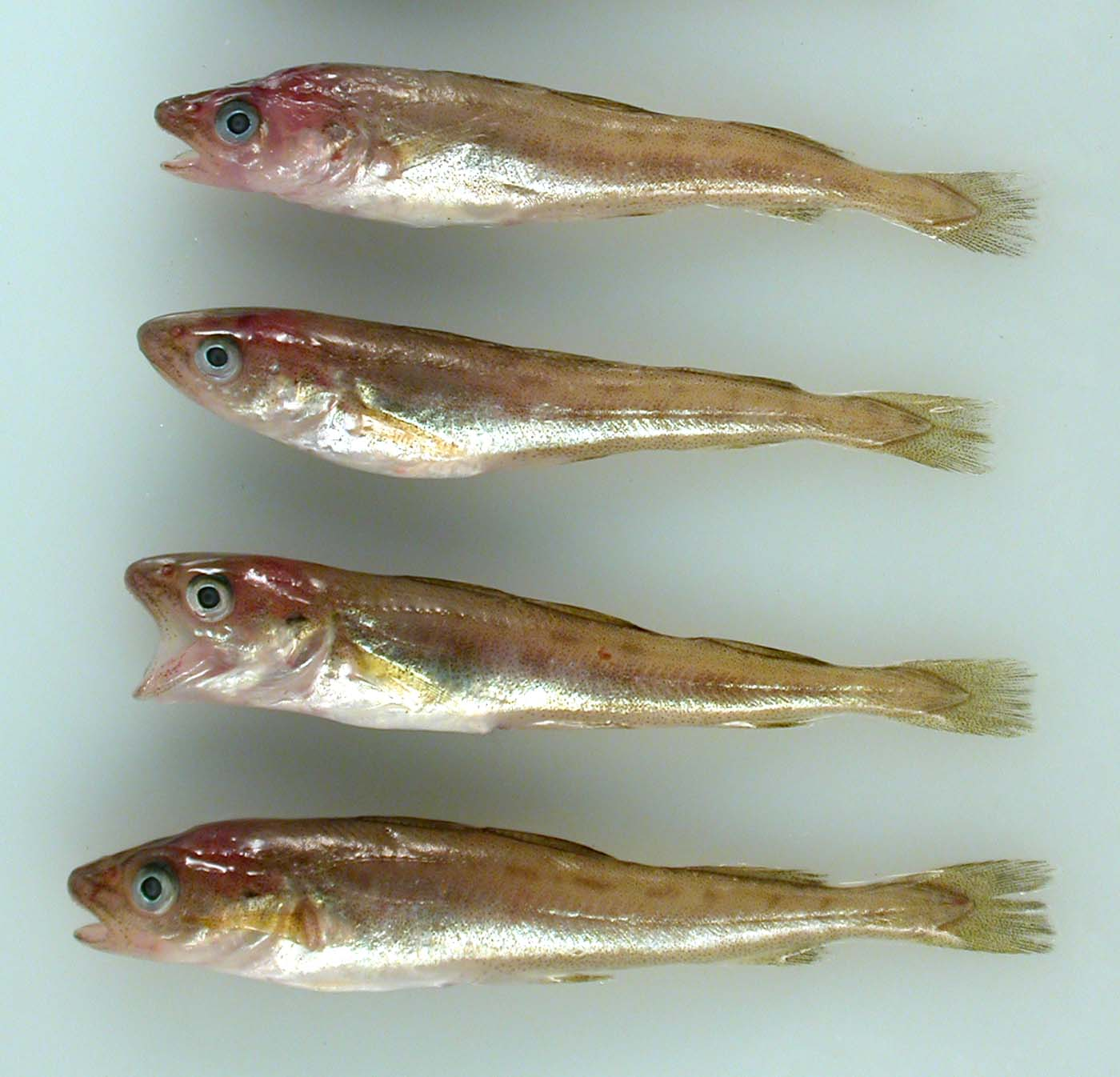
Exemplars juvenils d’Eleginus gracilis

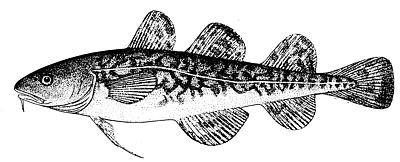
Microgadus tomcod

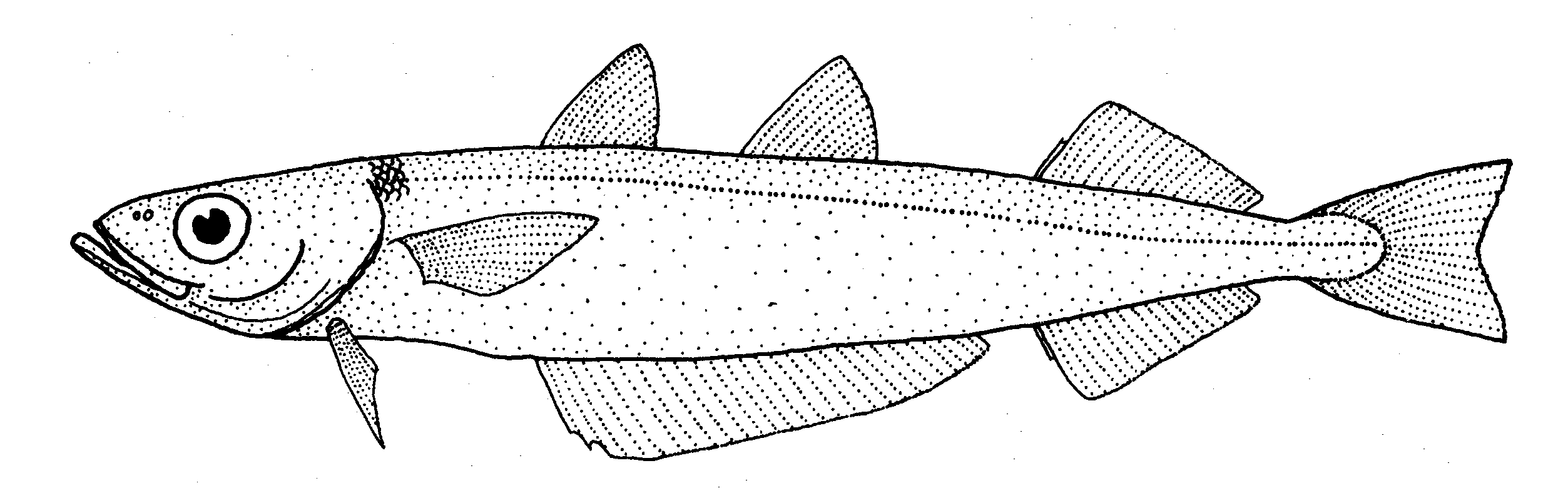
Micromesistius australis

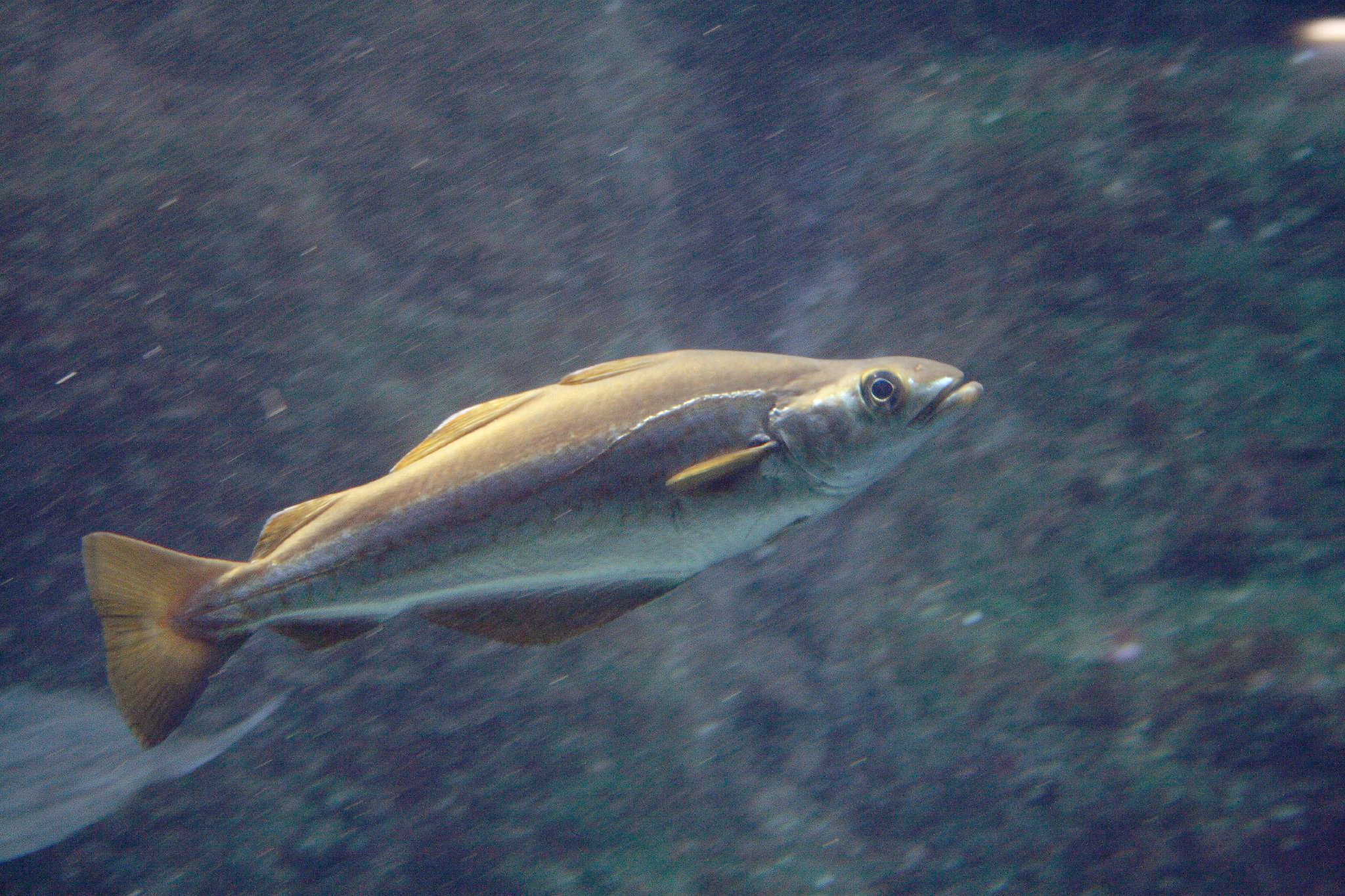
Pollachius pollachius

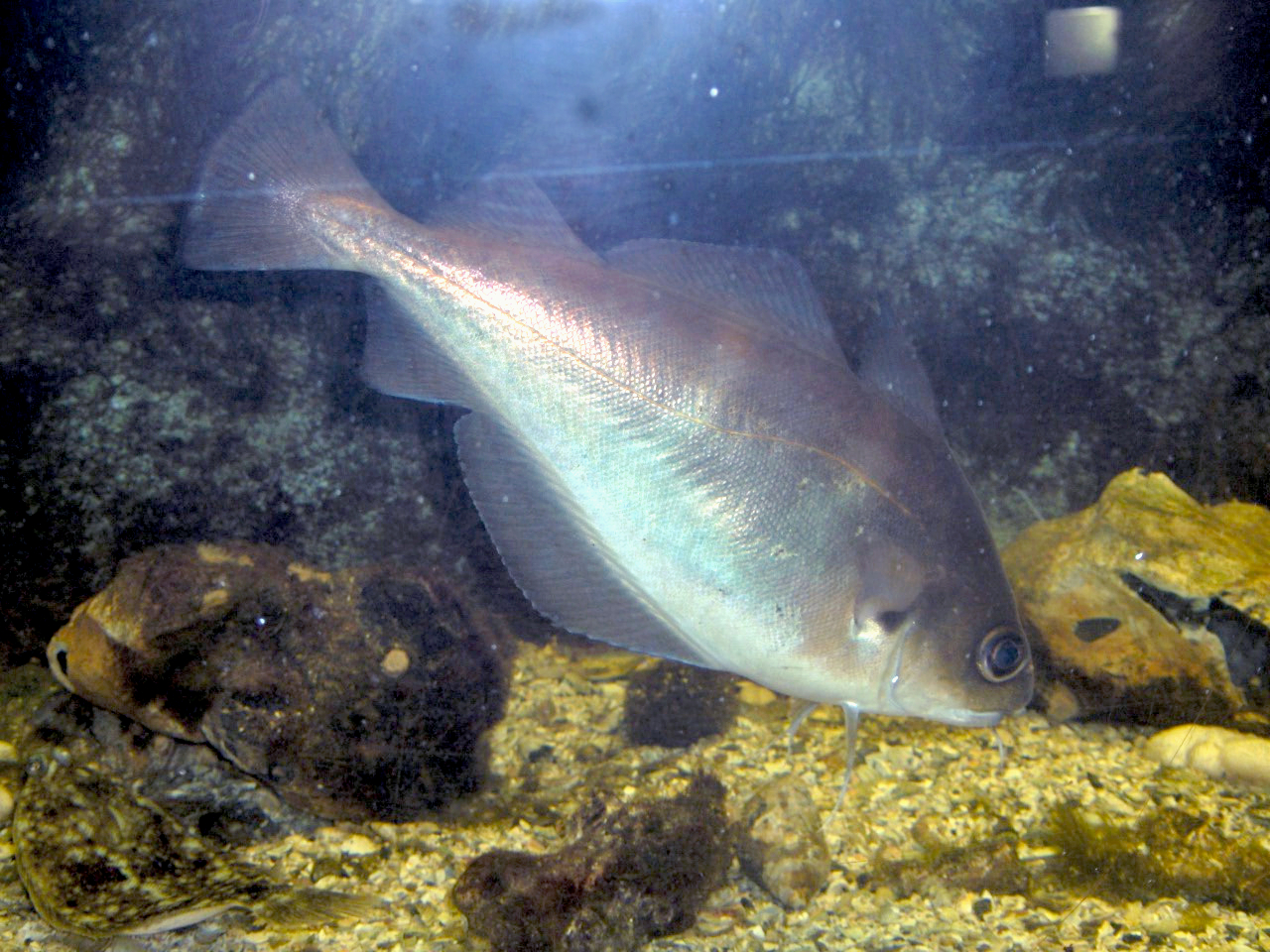
Mòllera fosca (Trisopterus luscus)

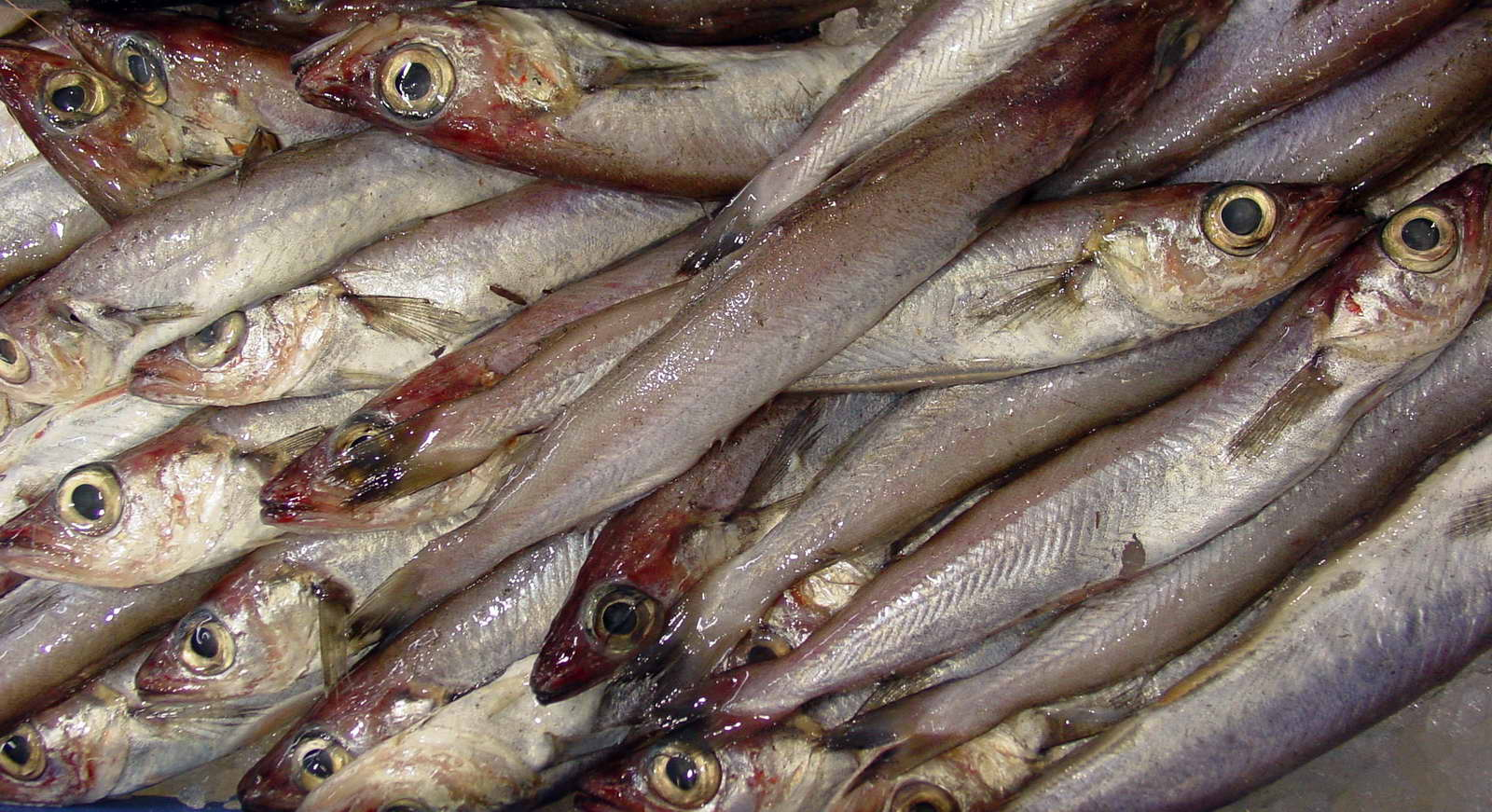
Gadus poutassou

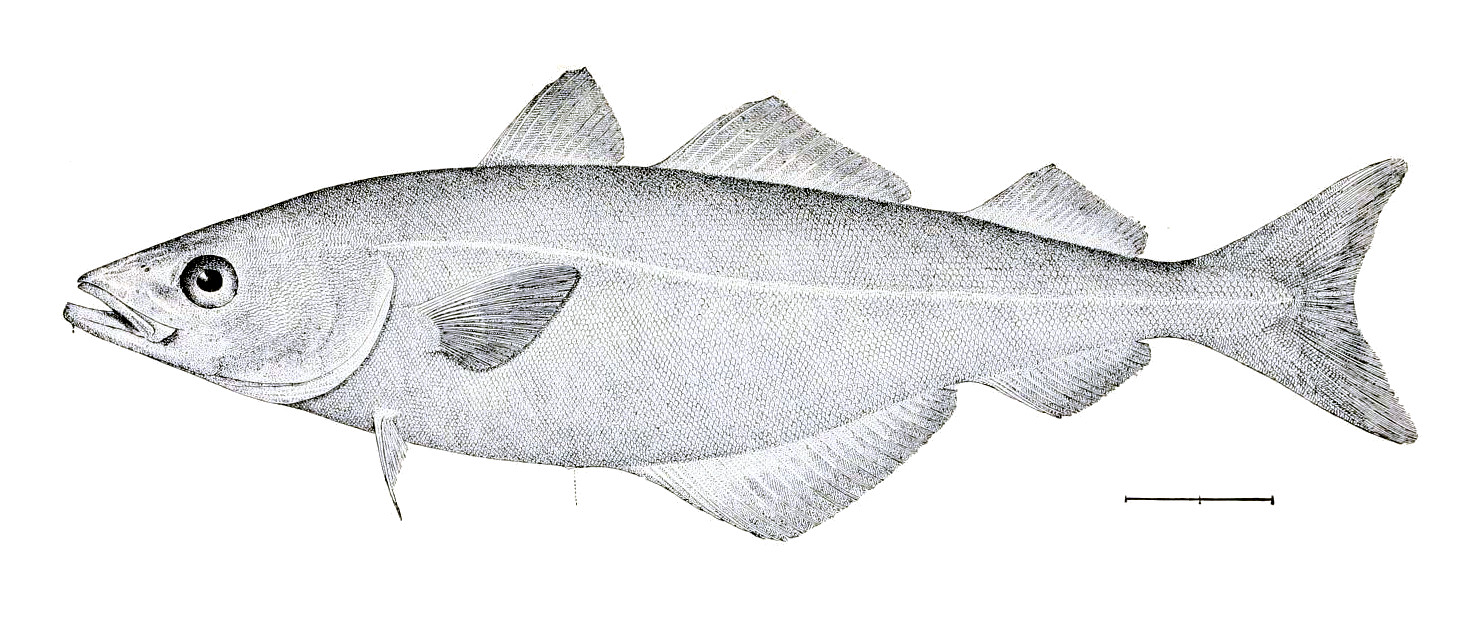
Pollachius virens

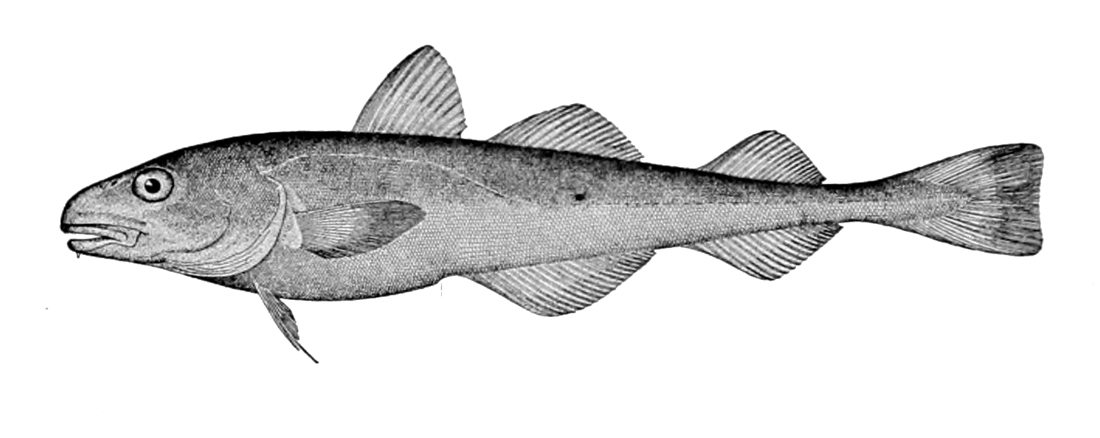
Il·lustració del 1906 d'una navaga (Eleginus nawaga)

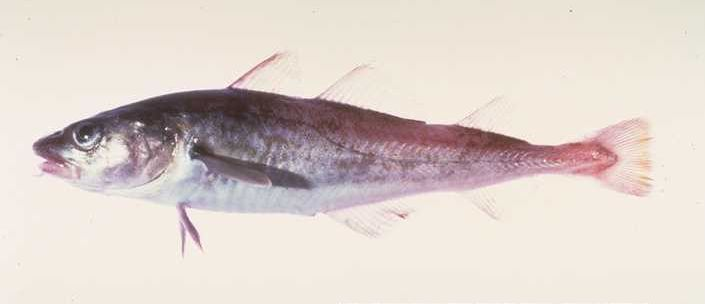
Gadus macrocephalus

La mida de les diferents espècies és variable, essent el bacallà qui ostenta la màxima llargada: fins als 2 m. Tenen el cos allargat amb els ulls als costats i amb diverses aletes dorsals i anals. Davall de la mandíbula inferior hi ha una sèrie de barbetes en nombre senar. Les obertures branquials es troben per davant de les aletes pectorals. El primer radi de la primera dorsal pot ésser espinós. El peduncle i la caudal es troben força desenvolupats.

## Ecologia
És propi dels oceans Àrtic, Atlàntic i Pacífic. Es troba en aigües circumpolars i temperades de l'hemisferi nord. Algunes de les seues espècies formen moles nombroses i realitzen migracions. Tenen una dieta carnívors i es nodreixen d'altres peixos i d'invertebrats, com ara crustacis.

## Taxonomia
- Arctogadus (Dryagin, 1932)[8]
  - Arctogadus borisovi (Dryagin, 1932)[9]
  - Bacallà àrtic (Arctogadus glacialis) (Peters, 1872)[10]
- Boreogadus (Günther, 1862)[11]
  - Bacallà polar (Boreogadus saida) (Lepechin, 1774)[12]
- Eleginus (Fischer von Waldheim, 1813)[13]
  - Eleginus gracilis (Tilesius, 1810)[14]
  - Navaga (Eleginus nawaga) (Koelreuter, 1770)[15]
- Gadiculus (Guichenot, 1850)[16]
  - Gadiculus argenteus (Guichenot, 1850)[17]
- Gadus (Linnaeus, 1758)[18]
  - Gadus macrocephalus (Tilesius, 1810)[19]
  - Bacallà (Gadus morhua) (Linnaeus, 1758)[20]
  - Bacallà de Groenlàndia (Gadus ogac) (Richardson, 1836)[21]
- Melanogrammus (Gill, 1862)[22]
  - Eglefí (Melanogrammus aeglefinus) (Linnaeus, 1758)[20]
- Merlangius (Geoffroy, 1767)[23]
  - Merlà (Merlangius merlangus) (Linnaeus, 1758)[20]
- Microgadus (Gill, 1865)[24]
  - Microgadus proximus (Girard, 1854)[25]
  - Microgadus tomcod (Walbaum, 1792)[26]
- Micromesistius (Gill, 1863)[27]
  - Maire austral (Micromesistius australis) (Norman, 1937)[28]
  - Llúcera (Micromesistius poutassou) (Risso, 1826)[29]
- Pollachius (Nilsson, 1832)[30]
  - Abadejo (Pollachius pollachius) (Linnaeus, 1758)[20]
  - Peix carboner (Pollachius virens) (Linnaeus, 1758)[20]
- Raniceps (Oken, 1817)[31]
  - Raniceps raninus (Linnaeus, 1758)[20]
- Theragra (Lucas, 1898)[32]
  - Peix carboner d'Alaska (Theragra chalcogramma) (Pallas, 1814)[33]
  - Theragra finnmarchica (Koefoed, 1956)[34]
- Trisopterus (Rafinesque, 1814)[35]
  - Mòllera noruega (Trisopterus esmarkii) (Nilsson, 1855)[36]
  - Mòllera fosca (Trisopterus luscus) (Linnaeus, 1758)[20]
  - Trisopterus minutus (Linnaeus, 1758)[20][37][38][39][40][41][42]